# غمد الليف العضلي
غمد الليف العضلي (بالإنجليزية: endomysium) والتي تعني حرفيا «ضمن العضلة أو داخلها». وهو طبقة هشة من نسيج ضام فجوي هللي (يحتوي على تراكيب يسمى كل منها فرجة أو هللة) يغلف ويغمد كل خلية عضلية منفردة أو ليف عضلي. وهو يحتوي أيضا على شعيرات دموية وأعصاب.

## روابط خارجية
- مادة علم الأنسجة في جامعة إلينوي في إربانا-شامبين 777
- Endomysium في قاموس إي ميديسين

- Illustration at wku.edu نسخة محفوظة 23 نوفمبر 2005 على موقع واي باك مشين.
- صور تشريحيَّة: Musculoskeletal/muscle/skeletal1/skeletal3 - علم الأعضاء المقارن في جامعة كاليفورنيا، ديفيس
- histo/practical/muscle/hp7-42.html في موقع (MedEd) التابع لجامعة لويولا.